# Велштајн
Велштајн (њем. Wöllstein) општина је у њемачкој савезној држави Рајна-Палатинат. Једно је од 69 општинских средишта округа Алцеј-Вормс. Према процјени из 2010. у општини је живјело 4.420 становника. Посједује регионалну шифру (AGS) 7331072.

## Географски и демографски подаци
Велштајн се налази у савезној држави Рајна-Палатинат у округу Алцеј-Вормс. Општина се налази на надморској висини од 134 метра. Површина општине износи 12,0 km². У самом мјесту је, према процјени из 2010. године, живјело 4.420 становника. Просјечна густина становништва износи 368 становника/km².

## Међународна сарадња
| Мјесто        | Држава               | Врста сарадње | Од    |
| ------------- | -------------------- | ------------- | ----- |
|               | Француска            | партнерство   | 1993. |
|               | Француска            | партнерство   | 1967. |
| Езре          | Француска            | партнерство   | 1967. |
| Грејт Барфорд | Уједињено Краљевство | партнерство   | 1978. |
| Извор         |                      |               |       |